# 기타오지역
기타오지역(일본어: 北大路駅, きたおおじえき)은 일본 교토부 교토시 기타구에 있는 교토 시영 지하철 가라스마 선의 역이다.

## 역 구조
섬식 승강장 1면 2선의 지하역. 에스컬레이터와 엘리베이터, 화장실(신체 장애자용 있음)제공. 개찰구는 남북 1개씩 있고 남쪽 개찰구만 역무원이 배치돼 있다.

### 승강장
| 1 | ○ 가라스마 선 | 시조・교토・다케다・긴테쓰 나라 방면 |
| 2 | ○ 가라스마 선 | 기타야마・고쿠사이카이칸 방면        |

- 2번 선의 측벽 저편에 1개 측선이 있고 분기하는 모습이 역 남쪽의 터널 내 차량 창문에서 볼 수 있다. 이는 개업으로부터 1988년에 다케다 차고 개설까지 사용되었던 차량 검사 시설의 흔적이다.

## 역 주변
- 국도 제367호선
- 기타오지 타운
- 오타니 대학
- 교토 부립 식물원

## 역사
- 1981년 5월 29일: 가라스마 선 개통 당시 기점역으로 영업 개시.
- 1990년 10월 24일: 당역 ~ 기타야마 역간 연장 개통으로 중간역이 됨.
- 2007년 4월 1일: PiTaPa 공용 개시.
- 2010년 4월: 역명판 아래 인근 시설의 명칭(오타니 대학 앞)이 광고로 부기됨.